# Aglaomorpha coronans
Aglaomorpha coronans är en stensöteväxtart som först beskrevs av Nathaniel Wallich och Georg Heinrich Mettenius, och fick sitt nu gällande namn av Edwin Bingham Copeland. Aglaomorpha coronans ingår i släktet Aglaomorpha och familjen Polypodiaceae. Inga underarter finns listade.